# John Hastings, II conte di Pembroke
John Hastings, II conte di Pembroke (Sutton Valence, 29 agosto 1347 – 16 aprile 1375), è stato un militare inglese, cavaliere dell'Ordine della Giarrettiera e comandante inglese durante la guerra dei cent'anni.

## Biografia
Figlio di Laurence Hastings e di Agnes Mortimer, nel 1367 combatté al fianco del suo cognato Edoardo di Woodstock nella campagna di Castiglia.
Dopo essere stato quasi fatto prigioniero in combattimento in Poitou nel 1369, partecipò alla battaglia di Limoges del 1370. Nella battaglia di La Rochelle del giugno 1372 venne sorpreso da un attacco navale della flotta castigliana e fatto prigioniero. Morì in prigionia in Piccardia.

## Vita privata
Il 19 maggio 1359 sposò a Reading Margaret, figlia del re Edoardo III d'Inghilterra dalla quale non ebbe figli anche a causa della prematura morte di lei.
Nel luglio 1368 Hastings sposò in seconde nozze Anne Manny, figlia di Sir Walter Manny, dalla quale ebbe un figlio: John.